# Alexander Conti
Alexander „Xander“ Conti (* 1. September 1993 in Brantford, Ontario) ist ein kanadischer Schauspieler.

## Leben und Wirken
Conti ist das jüngste von vier Kindern. Seine Brüder Adam und Jordan Conti sind ebenfalls Schauspieler. Conti wurde durch die Rolle des Kenneth Murtaugh in dem Spielfilm Im Dutzend billiger 2 – Zwei Väter drehen durch bekannt.

## Filmografie
- 2000: Forrester – Gefunden! (Finding Forrester)
- 2001: Braceface (Spielfilm)
- 2002: Street Time
- 2003: Missing – Verzweifelt gesucht (1-800-Missing)
- 2004: Peep and the Big World
- 2004: Celeste in the City
- 2004: The Grid
- 2004: Ein Engel in der Stadt (When Angels Come to Town)
- 2005: Der Babynator (The Pacifier)
- 2005: Kojak
- 2005: Im Dutzend billiger 2 – Zwei Väter drehen durch (Cheaper by the Dozen 2)
- 2006: Skyland
- 2007: Kaw
- 2007: Di-Gata-Defenders
- 2008: Wer ist hier der Weihnachtsmann? (Snow 2: Brain Freeze)
- 2008: Gooby
- 2009: Fall 39 (Case 39)
- 2010: Harriet: Spionage aller Art (Harriet the Spy: Blog Wars)
- 2010: Dog Pound
- 2012: Allein unter Jungs (Life with Boys, Fernsehserie, 1 Folge)
- 2015: Hemlock Grove (Fernsehserie, 1 Folge)
- 2016: Private Eyes (Fernsehserie, 1 Folge)